# 필수 항행 성능

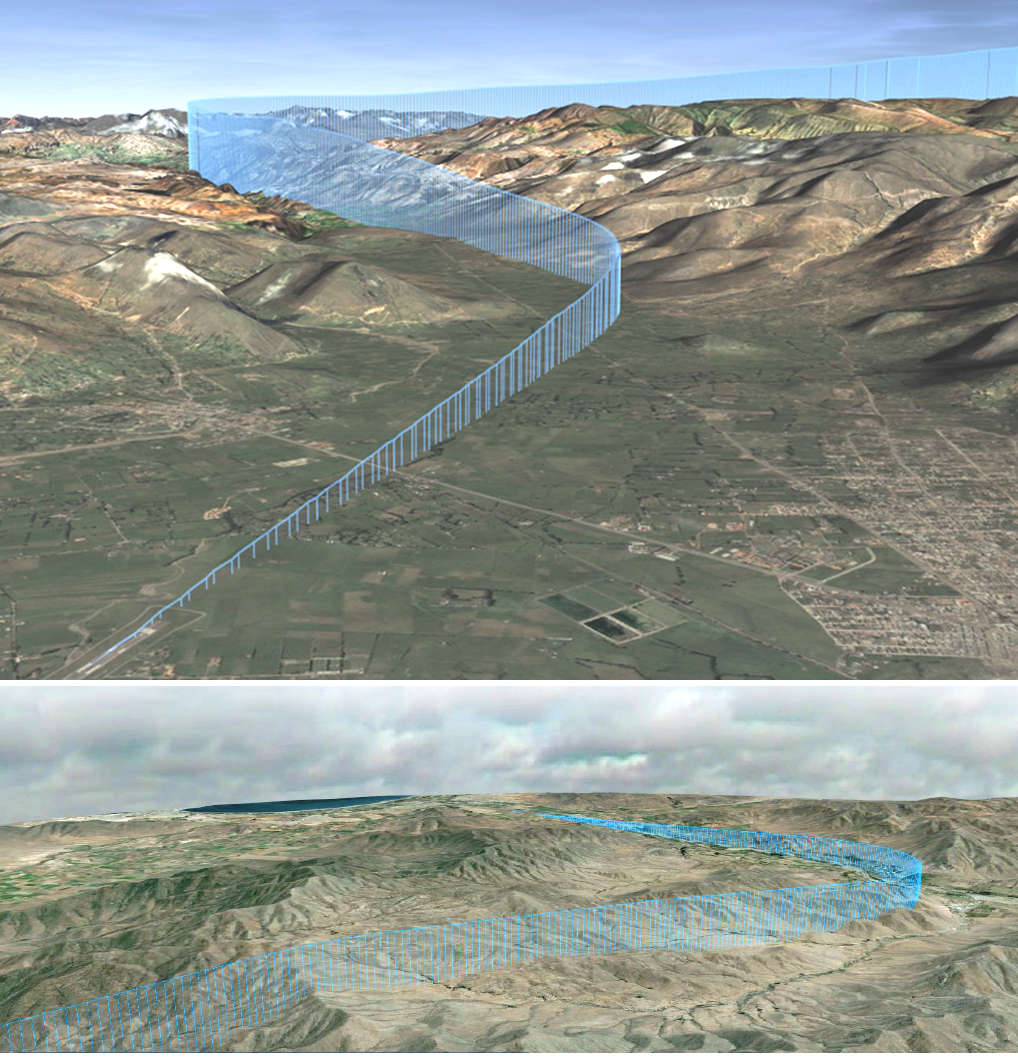
페루(위)와 칠레(아래)의 RNP-AR 3D 접근

필수 항행 성능(Required navigation performance, RNP)은 ICAO에서 정해진 비행 영역에서 동작하기 위해 필요한 항행 성능을 규정한 것이다.